# إيفيت لالوفا
إيفيت ميروسلافوفا لالوفا كوليو (البلغارية: Ивет Мирославова Лалова-Колио؛ من مواليد 18 مايو 1984 في صوفيا) عداءة بلغارية متخصصة في سباقات 100 متر و200 متر، احتلت المركز الرابع في سباق 100 متر والمركز الخامس في سباق 200 متر في دورة الألعاب الأولمبية الصيفية 2004. توقفت مسيرتها المهنية لمدة عامين بين يونيو 2005 ومايو 2007 بسبب إصابة في الساق تعرضت لها في اصطدام مع رياضية أخرى. في يونيو 2012 فازت بالميدالية الذهبية في بطولة أوروبا لألعاب القوى 2012 في سباق 100 متر للسيدات حيث قطعت مسافة السباق في 11،28 ثانية. هذه هي الميدالية الذهبية الأولى لالعاب القوى البلغارية في هذا التخصص. في يوليو 2016، فازت بميداليتين فضيتين في بطولة أوروبا لألعاب القوى 2016 في سباقي 100 و200 متر للسيدات. كما شاركت في خمس نسخ من الألعاب الأولمبية.